# Новый Мир (Чесменский район)
Но́вый Мир — посёлок в Чесменском районе Челябинской области России. Административный центр Новомирского сельского поселения.

## География
Ближайшие населённые пункты: посёлки Маяк и Красная Заря. Расстояние до районного центра села Чесмы 60 км.

## Население
| 2002 | 2010 |
| ---- | ---- |
| 554  | ↘438 |

По данным Всероссийской переписи, в 2010 году численность населения посёлка составляла 438 человек (209 мужчин и 229 женщин).

## Улицы
Уличная сеть посёлка состоит из 8 улиц и 2 переулков.